# Polyosma rhytophloia
Polyosma rhytophloia är en tvåhjärtbladig växtart som beskrevs av Cyril Tenison White och Francis. Polyosma rhytophloia ingår i släktet Polyosma och familjen Escalloniaceae. Inga underarter finns listade i Catalogue of Life.